# بدری، گامبیا
بدری (به لاتین: Badarri) یک منطقهٔ مسکونی در گامبیا است که در Upper River Division واقع شده‌است. بدری ۶۵۸ نفر جمعیت دارد.